# Kleiner Herrenapfel
Der Kleine Herrenapfel ist eine historische Apfelsorte, die schon vor über 200 Jahren auf dem Gebiet des heutigen Deutschlands weit verbreitet war. Sie wurde erstmals 1788 von Hirschfeld und wenig später von Adrian Diel beschrieben.
Im norddeutschen Raum ist sie vor allem als Drüwken oder Traubenapfel bekannt. In Mecklenburg war sie einige Zeit eine der Hauptsorten. Als „Druwappel“ wurde sie vom plattdeutschen Mundartdichter Fritz Reuter in dem Buch Ut mine Stromtid verewigt: „as en por lütte Druwappel, de an einen Twig wussen wiren“ („...wie ein paar kleine Traubenäpfel, die an einem Zweig gewachsen waren“). Im Rostocker Ortsteil Reutershagen gibt es seit ca. 1922 einen Druwappelplatz, der als erster bebauter und zentraler Platz die Keimzelle des Ortsteils darstellt.

## Sorteneigenschaften

### Fruchteigenschaften
Die Äpfel hängen meist in kleinen Gruppen von bis zu 4 Äpfeln nebeneinander.

### Form und Farbe
Die Frucht ist meist klein, 50 bis 80 Gramm schwer, regelmäßig geformt und flachkugelig bis kugelförmig mit glatter Schale, zitronengelber Färbung und einem kurzen Stiel. Die Deckfarbe, wenn vorhanden, streifig, auch verwaschen bis kräftig rot, Lentizellen auffallend rot umhöft. Kelch halboffen bis offen, Kelchblätter hochstehend und meist umgeschlagen. Das Fruchtfleisch ist gelblich-weiß, locker und saftig mit süßlichem und schwach aromatischem Geschmack. Die Reifezeit reicht von September bis Dezember. Die Sorte ist robust und stellt wenige Ansprüche an den Standort.

### Anbaueignung
Der Kleine Herrenapfel ist sehr gut für Streuobst geeignet. Er kann sowohl im Tiefland angebaut werden, als auch in höheren Lagen, weswegen er von der sächsischen Landesgruppe des Pomologenvereins in Sachsen zur Obstsorte des Jahres 2019 erklärt wurde.

### Der Baum
Der Baum ist meist kleinkronig und von mittelstarkem Wuchs. Der Ertrag setzt erst früh ein, ist dann hoch und regelmäßig. Der Baum ist robust, wodurch er besonders langlebig ist.